# Jimmy Briffa
Jimmy Briffa (23 settembre 1948) è un ex calciatore maltese, di ruolo difensore.

## Carriera

### Nazionale
Ha collezionato quattro presenze con la propria Nazionale.